# أسباب الكساد الكبير

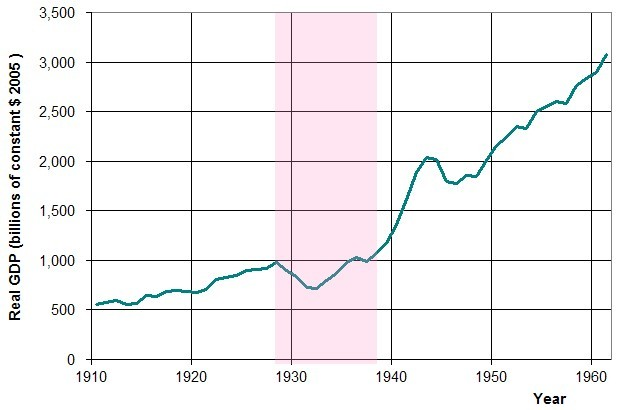

ناقش الاقتصاديون أسباب الكساد الكبير في أوائل القرن العشرين على نطاق واسع وما يزالون مستمرين بنقاشهم بشكل نشط حتى يومنا هذا، يعتبر هذا النقاش جزءًا من الجدل القائم حول الأزمات الاقتصادية والكساد. تعَد الأحداث الاقتصادية المحددة التي وقعت خلال فترة الكساد الكبير راسخة وهي محط إجماع. كانت البداية مع انهيار سوق الأسهم الذي أدى إلى الذعر وبيع الأصول. أعقب ذلك انكماش أسعار الأصول والسلع، وانخفاض حاد في الطلب والائتمان، وتعطلت التجارة، ما أدى في نهاية المطاف إلى انتشار البطالة (أكثر من 13 مليون شخص عاطل عن العمل بحلول عام 1932) والفقر. لكن، لم يتوصل الاقتصاديون والمؤرخون إلى توافق في الآراء بشأن العلاقات السببية بين الأحداث المختلفة والسياسات الاقتصادية الحكومية التي تسبب الكساد أو تخفف منه.
يمكن تصنيف النظريات السائدة حاليًا ضمن رأيين رئيسيين. الأول هو النظريات المدفوعة بالطلب، من الاقتصاديين الكينزيين والاقتصاديين المؤسساتيين الذين يجادلون في أن الكساد سببه فقدان واسع النطاق للثقة، أدى إلى انخفاض كبير في الاستثمار واستمرار الاستهلاك. تجادل النظريات القائمة على الطلب بأن الأزمة المالية التي أعقبت انهيار عام 1929 أدت إلى انخفاض مفاجئ مستمر في الإنفاق الاستهلاكي والاستثماري، ما تسبب في الكساد الذي أتى بعده. فور حدوث الذعر والانكماش، اعتقد الكثير من الناس أنه بإمكانهم تجنب المزيد من الخسائر إذا ابتعدوا عن الأسواق، لذا أصبح الاحتفاظ بالمال أو ادخاره أكثر ربحيةً، فانخفضت الأسعار وبات نفس المبلغ من المال قادرًا على شراء سلع أكثر وأكثر، ما فاقم من حدّة انخفاض الطلب.
يعتقد القسم الثاني من الخبراء أن الكساد الكبير بدأ ركودًا عاديًا، لكن أخطاء كبرى في السياسة ارتكبتها السلطات النقدية (خاصة الاحتياطي الفيدرالي) تسببت في تقلص المعروض النقدي، ما أدى إلى تفاقم الوضع الاقتصادي بشكل كبير، ما أدى بدوره بالركود للانحدار إلى أن أصبحنا أمام الكساد العظيم. يتصل بهذا التفسير أولئك الاقتصاديون الذين يشيرون إلى انكماش الديون، ما جعل الذين يقترضون مدينين أكثر من أي وقت مضى إذا أخذنا القيمة الحقيقية للعملة بالاعتبار.
هناك أيضًا العديد من النظريات غير التقليدية المختلفة التي ترفض تفسيرات الكينزيين والنقديين. جادل بعض خبراء الاقتصاد الكلي الكلاسيكيين الجدد بأن سياسات سوق العمل المختلفة المفروضة في البداية تسببت في طول الكساد الكبير وشدته. تركز مدرسة الاقتصاد النمساوية على الآثار الاقتصادية الكلية للمعروض النقدي وكيف يمكن أن تؤدي قرارات المصرف المركزي إلى سوء الاستثمار. ينظر الاقتصاديون أتباع المدرسة الماركسية إلى الكساد الكبير، إضافة إلى جميع الأزمات الاقتصادية الأخرى، على أنها عارض من أعراض الطبيعة الدورية للرأسمالية وعدم الاستقرار المتأصل في النموذج الرأسمالي.

## نظريات محددة عن الأسباب

### انكماش غير مدين
إضافة إلى انكماش الدين، كان هناك عنصر انكماش الإنتاجية الذي حدث منذ الانكماش الكبير في الربع الأخير من القرن التاسع عشر. ربما كان ما حدث استمرارًا لتصحيح للتضخم الحاد الناجم عن الحرب العالمية الأولى.
وصلت أسعار النفط إلى أدنى مستوياتها على الإطلاق في أوائل الثلاثينات من القرن الماضي، إذ بدأ الإنتاج من حقل نفط شرق تكساس، وهو أكبر حقل عُثر عليه على الإطلاق في الولايات الأمريكية المتجاورة. مع ارتفاع المعروض النفطي في السوق، انخفضت الأسعار محليًا إلى أقل من 10 سنتات للبرميل.

### الصدمة بالإنتاجية أو بالتكنولوجيا
في العقود الثلاثة الأولى من القرن العشرين، ارتفعت الإنتاجية والناتج الاقتصادي، ويعود ذلك بشكل جزئي إلى استخدام الكهرباء وضخامة الإنتاج وزيادة حركة النقل واستخدام الآلات الزراعية. خفضت تقنيات الكهربة والإنتاج الضخم مثل «الفوردية» بشكل دائم الطلب على اليد العاملة نسبة إلى الناتج الاقتصادي. بحلول أواخر عشرينيات القرن العشرين، كان النمو السريع في الإنتاجية والاستثمار في التصنيع يعني وجود فائض بالطاقة الإنتاجية.
في وقت ما بعد بلوغ دورة الأعمال ذروتها عام 1923، خسر عدد أكبر من العمال وظائفهم بسبب التحسينات في الإنتاجية، وكان عدد هؤلاء أكبر من قدرة النمو في سوق العمل على الاستيعاب، ما تسبب بارتفاع البطالة ببطء بعد عام 1925. انخفض أسبوع العمل بشكل طفيف في العقد السابق للكساد. لم تواكب الأجور نمو الإنتاجية، ما أدى إلى مشكلة نقص الاستهلاك مقارنة بالإنتاج.
كان هنري فورد وإدوارد أ. فيلين من بين رجال الأعمال البارزين القلقين بسبب الإنتاج المفرط وقلة الاستهلاك. ضاعف فورد أجور عماله عام 1914. ونوقشت مشكلة الإنتاج الزائد في الكونغرس، حيث اقترح السيناتور ريد سموت تعرفة على الاستيراد، أصبحت تعرف بقانون تعرفة سموت هاولي. طُبقت تعرفة سموت هاولي في يونيو من العام 1930. كانت التعرفة مضللة لأن الولايات المتحدة كانت تتمتع بفائض في الميزان التجاري خلال عشرينيات القرن العشرين.
هناك تأثير آخر للتغير التكنولوجي السريع بعد العام 1910 حين تباطأ معدل الاستثمار الرأسمالي، ويرجع ذلك أساسًا إلى انخفاض الاستثمار في البنى التجارية.

أدى الكساد إلى إغلاقات كبيرة وإضافية في المصانع.
لا يمكن التأكيد بشدة على أن اتجاهات الإنتاجية والناتج والعمالة التي نَصِفها هي اتجاهات طويلة الأمد وكانت واضحة قبل عام 1929. لا يمكن بأي شكل من الأشكال أن تكون هذه الاتجاهات نتيجة للكساد الحالي، ولا يمكن أن تكون نتيجة الحرب العالمية. على العكس من ذلك، فإن الكساد الحالي هو انهيار ناتج عن هذه الاتجاهات طويلة الأمد. - م. كينغ هوبرت
في كتاب المكننة في الصناعة، الذي نُشر برعاية المكتب الوطني للبحوث الاقتصادية، أشار جيروم (1934) إلى أن ميل المكننة إلى زيادة الإنتاج أو فقدان العمال لوظائفهم يعتمد على مرونة الطلب على المنتج. إضافة إلى ذلك، لم يمرر دومًا انخفاض تكاليف الإنتاج إلى المستهلكين. كما لوحظ أن الزراعة تأثرت سلبًا بانخفاض الحاجة إلى علف الحيوانات، إذ استُبدلت الخيول والبغال بمصادر الطاقة الجامدة بعد الحرب العالمية الأولى. في نقطة ذات صلة، يشير جيروم أيضًا إلى استخدام مصطلح «البطالة التكنولوجية» في وصف حالة اليد العاملة خلال الكساد.
قد يُعزى جزء من البطالة المتزايدة التي ميزت سنوات ما بعد الحرب في الولايات المتحدة إلى مكننة الصناعات التي تنتج سلعًا ذات طلب غير مرن. - فريدريك سي. ويلز، عام 1934.
نوقش الارتفاع الكبير في إنتاجية الصناعات الرئيسية في الولايات المتحدة وتأثيرات الإنتاجية على الناتج والأجور وأسبوع العمل في كتاب برعاية معهد بروكينغز.
قررت الشركات تسريح العمال وخفض كمية المواد الخام التي اشتروها لتصنيع منتجاتهم. اتُخذ هذا القرار بقطع إنتاج البضائع بسبب كمية المنتجات التي فشلوا ببيعها.
اقترح جوزيف ستيغليتز وبروس غرينوالد أن صدمة الإنتاجية في الزراعة، الناتجة عن استخدام الأسمدة والبذور المحسنة والمكننة، هي التي تسببت بانخفاض أسعار المنتجات الزراعية. أُجبر المزارعون على ترك أراضيهم، ما زاد من المعروض من اليد العاملة الزائدة.
بدأت أسعار المنتجات الزراعية بالانخفاض بعد الحرب العالمية الأولى واضطر العديد من المزارعين في نهاية المطاف إلى ترك العمل، ما تسبب بفشل مئات البنوك الريفية الصغيرة. لم تكن الإنتاجية الزراعية الناتجة عن الجرارات والأسمدة والذرة الهجينة سوى جزء من المشكلة؛ كانت المشكلة الأخرى هي التحول من الخيول والبغال إلى النقل عبر السيارات العاملة بمحركات الاحتراق الداخلي. بدأ تعداد الخيول والبغال بالانخفاض بعد الحرب العالمية الأولى، ما أدى إلى تحرير كميات هائلة من الأراضي المستخدمة سابقًا لتغذية هذه الحيوانات.
أدى صعود محرك الاحتراق الداخلي وزيادة أعداد السيارات والحافلات إلى توقف نمو خطوط السكك الحديدية الكهربائية الشوارعية.
شهدت السنوات منذ العام 1929 حتى العام 1941 أعلى معدل نمو في إجمالي إنتاجية العامل في تاريخ الولايات المتحدة، ويرجع ذلك غالبًا إلى زيادة الإنتاجية في المرافق العامة والنقل والتجارة.